# Барвинівка (зупинний пункт)
Барви́нівка — пасажирський зупинний пункт Коростенської дирекції Південно-Західної залізниці (Україна), розташований на дільниці Звягель I — Житомир між зупинними пунктами Звягель II (відстань — 4 км) і Лебедівка (4 км). Відстань до ст. Звягель I — 22 км, до ст. Житомир — 69 км.
Розташований на північній околиці села Барвинівки Звягельського району.